# Bernard Hebda

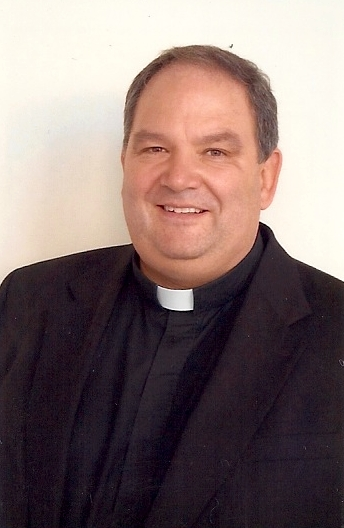
Bischof Bernard Hebda (2010)

Erzbischofswappen

Bernard Anthony Hebda (* 3. September 1959 in Pittsburgh, USA) ist ein US-amerikanischer Geistlicher und römisch-katholischer Erzbischof von Saint Paul and Minneapolis.

## Leben
Bernard Hebda wurde am 6. April 1989 durch den Erzbischof von San Francisco, John Raphael Quinn, zum Diakon geweiht. Er empfing am 1. Juli 1989 durch den Bischof von Pittsburgh, Donald Wuerl, das Sakrament der Priesterweihe.
Am 7. Oktober 2009 ernannte ihn Papst Benedikt XVI. zum Bischof von Gaylord. Der Erzbischof von Detroit, Allen Vigneron, spendete ihm am 1. Dezember desselben Jahres die Bischofsweihe; Mitkonsekratoren waren der Präsident des Päpstlichen Rates für die Gesetzestexte, Kurienerzbischof Francesco Coccopalmerio, und der emeritierte Bischof von Gaylord, Patrick Ronald Cooney.
Am 24. September 2013 ernannte ihn Papst Franziskus zum Koadjutorerzbischof von Newark. Die Amtseinführung erfolgte am 5. November desselben Jahres.
Im Zusammenhang mit dem Rücktritt von Erzbischof John Clayton Nienstedt ernannte Papst Franziskus ihn am 15. Juni 2015 zusätzlich zum Apostolischen Administrator der Erzdiözese Saint Paul and Minneapolis. Am 24. März 2016 ernannte ihn Papst Franziskus zum Erzbischof von Saint Paul and Minneapolis. Die Amtseinführung fand am 13. Mai desselben Jahres statt.
Am 17. Dezember 2016 ernannte ihn Papst Franziskus zum Konsultor der Kongregation für das Katholische Bildungswesen.